# 수전 캐벗

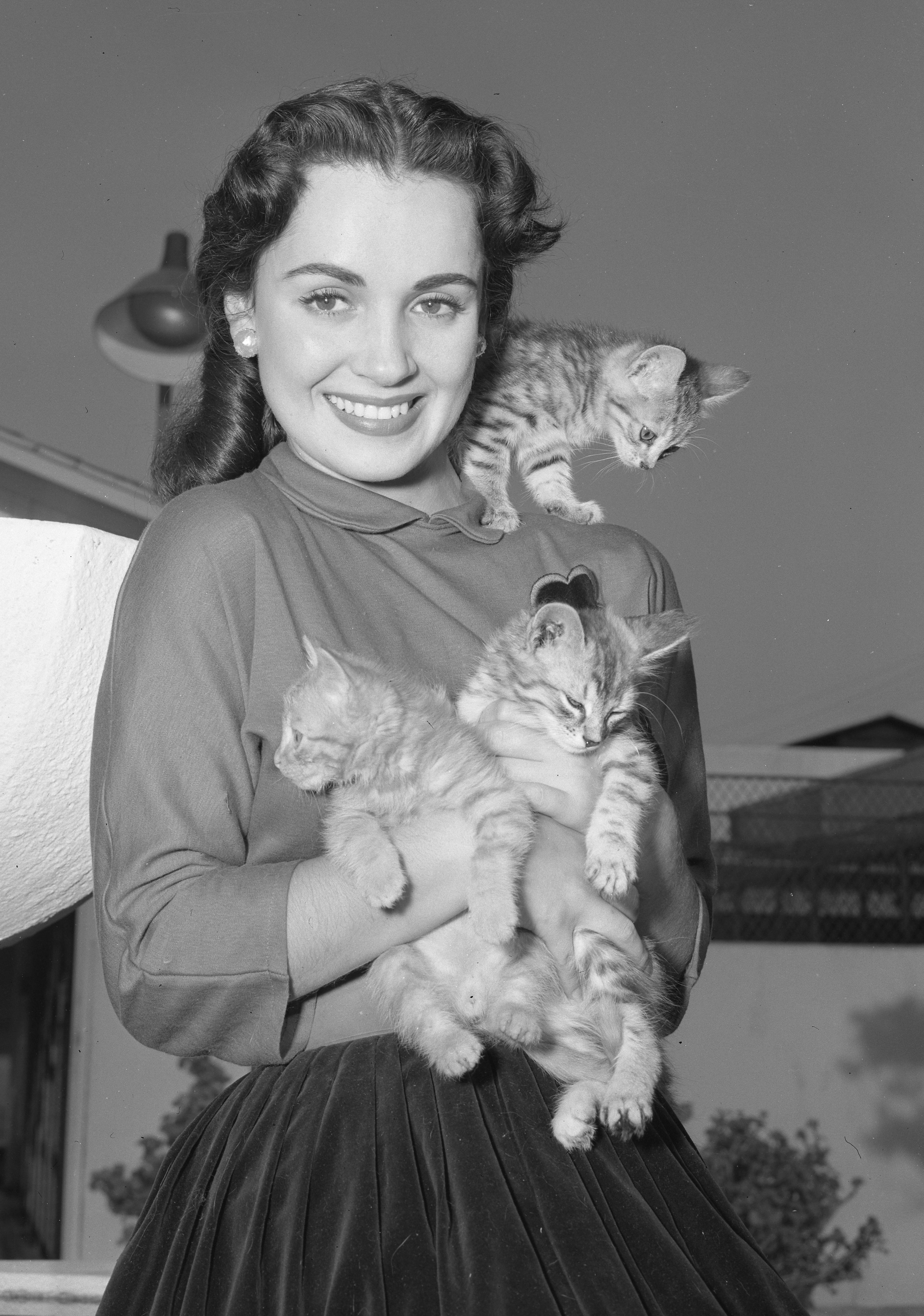

수전 캐벗(영어: Susan Cabot, 1927년 7월 9일 ~ 1986년 12월 10일)은 미국의 배우이다. 서부 영화, 로저 코먼의 누아르 영화 등에 출연했다.
본명은 해리엇 펄 셔피로(Harriet Pearl Shapiro)이다. 보스턴에서 태어났으며 엔시노에서 사망하였다.

## 영화
- 말벌 여자 (1959년)
- 하우스보트 (1958년)
- 기관총 켈리 (1958년)
- 위성 전쟁 (1958년)
- 바이킹 여인 (1958년)
- 서부의 파라딘 (1957년)
- 카니발 록 (1957년)
- 여학생 클럽의 소녀 (1957년)
- 황야의 추적 (1954년)
- 실버 크리크의 대결 (1952년)
- 이중 노출 (1947년)